# 제라드 웨이
제라드 아서 웨이(Gerard Arthur Way, 1977년 4월 9일 ~ )는 미국의 싱어송라이터, 만화가로 록 밴드 마이 케미컬 로맨스의 프론트맨, 창립 멤버이다.
동생 마이키 웨이 또한 같은 그룹에서 활동 중이며, 아내는 마인드리스 셀프 인덜전스의 베이시스트 린지이다. 솔로 활동으로 2014년 9월 24일 Hesitant Alien을 발매하였다.

## 성장 배경
제라드 웨이는 1977년 4월 9일 뉴저지주 뉴어크에서 스코틀랜드계 아버지 도날리 리 웨이, 이탈리아계 어머니 돈나 웨이 사이에서 태어나 뉴저지주 벨빌에서 할머니 엘레나 리 러시 (Elena Lee Rush) 아래에서 노래, 그림 그리기 등을 배우며 자랐다. 또한 제라드는 만화를 좋아 해 성장한 직후 제라드 웨이는 그래픽 아트학을 배우기로 결심하고 1995년, 벨빌 고등학교 졸업 후 뉴욕에 있는 스쿨오브비쥬얼아트대학에 들어가 학사 학위를 졸업을 한 뒤 만화가가 되고 싶은 열망을 키웠다. 2001년, 자신이 만든 《The Breakfast Monkey》를 애니메이션 회사 카툰네트워크에 투고하지만 이미 제작되어 있는 《Aqua Teen Hunger Force》라는 작품과 유사하여 거절당했다.

## 마이 케미컬 로맨스
2001년 뉴욕에서 만화 관련 일을 하던 도중 9·11 테러가 발생했고 건물에서 사람이 떨어지는 걸 목격하게 되었고 스핀 지와의 인터뷰에서 당시 '망할 예술 따윈 잊자. 지하실에서 나갔어야 해. 세상을 봐야했어, 난 다른걸 해야해!'라며 다른 일을 해보기로 결심했었다고 말했다. 다른 일을 하기로 결심한 제라드 웨이는 고등학교 동창인 맷 펠리시어와 같이 밴드를 만들기로 하고 9·11 테러 목격 경험에서 영감을 얻은 곡 "Skylines and Turnstiles"를 작사한 뒤에 동창인 레이 토로, 동생 마이키 웨이로 4인조 밴드로 구성되었다가 후에 아이볼 레코드 소속으로 밴드활동을 하던 프랭크 아이에로가 합류하면서 5인조로 구성하였고 2013년 3월 22일 갑작스럽게 밴드 해체를 선언하였다

## 미술
마이 케미컬 로맨스 싱글 표지, 앨범 표지, 관련 상품을 디자인하기도 하며 화장을 스스로 한다. 좋아하는 색으로는 장례식에 사용되는 색인 빨간색과 검은색을 좋아한다. 음악인으로서 성공했음에도 불구하고 현재까지 그림을 그리며 자신이 작가로 참여한 2007년 9월 19일에 만화책 《The Umbrella Academy》가 발매되었다.

## 음악적 영향
아이언 메이든, 미스핏츠, 데이빗 보위, 판테라 등 여러 아티스트에게서 영향을 받았다. 아직도 데이빗 보위의 팬이며, 밴드 아이언 메이든을 좋아한다. 그린데이는 같은 소속사(리프라이즈 레코드)의 선배들이다.

## 건강
과거 제라드 웨이는 투어 도중 힘들 때마다 술과 약을 하며 버텼으나 곧바로 나쁜 결과로 나타났다. 미국에서는 150 달러 어치의 자낙스와 보드카를 매일 한 병씩 마셨고, 공연 전 거의 만취 상태나 약을 과다 복용을 했으며 몰래 코카인을 복용하고 이는 역시 일본에서도 많은 양의 약과 술을 복용, 마셨으며 2004년, 일본 투어 도중 술이 취한 채로 공연을 해 넘어지고 제 정신 상태에서 공연을 할 수 없었고 공연 끝난 직후 구토를 오랫동안 하고 이로 인해 맷 펠리시어가 방출되는 시기에 맞물려 자신도 밴드의 문제점으로서 방출될지도 모른다는 큰 우울증을 겪게 되었으나 사건 이후 2004년 8월부터 꾸준히 밴드가 투어하지 않을 때마다 전문치료사를 찾아가 치료를 해 현재 제라드 웨이는 최근 알코올 의존증, 마약 중독에 빠졌던 자신의 모습에서 건강을 완전히 되찾았다. 현재는 술, 마약 등을 기피하지만 현재까지 말보로 담배를 즐기고 있다. 그리고 제라드는 날카로운 것을 싫어하기 때문에 피어싱이 없다.

## 여자친구 관계
많은 것이 노출되지는 않았지만 17~18살 때부터 여자친구가 있었으나 《The Black Parade》 녹음 작업 도중 6년간 사귀던 여자친구의 문자 메시지로 인해 헤어졌다. 2007년 엘리자라는 여성을 만나서 약혼까지 하지만 6월경 투어 도중 이별한 사실을 알렸고, 엘리자는 사귀었을 때 마이 케미컬 로맨스의 스타일리스트까지 해주었었다. 헤어진 이유는 정확하진 않지만 엘리자가 언론에 약혼 관계를 노출한 것에 대해 이별을 선언한 걸로 떠돌고 있다. 8월 경엔 프로젝트 레볼루션 백스테이지로 보이는 장소에서 마인드리스 셀프 인덜전스 베이시스트 린지(Lyn-Z)와 키스 사진이 유포되었고 마인드리스 셀프 인덜전스는 마이 케미컬 로맨스과 함께 프로젝트 레볼루션에 참가 중이어서 팬들 사이에서 사귀는 것이 아니냐는 의혹이 제기되었고 결국 2007년 9월 3일, 콜로라도주 앵글우드에 위치한 더 코어스 원형극장에서 린지와 결혼했다.

## 음반

### 마이 케미컬 로맨스
- 2002: 《I Brought You My Bullets, You Brought Me Your Love》
- 2004: 《Three Cheers for Sweet Revenge》
- 2006: 《The Black Parade》
- 2010: 《Danger Days: The True Lives of the Fabulous Killjoys》

### 솔로
- 2014: 《Hesitant Alien》